# Fauna de los Picos de Europa
La fauna del parque Nacional Picos de Europa es muy variada debido a la situación concreta del parque, ya que estando muy próximo al mar, posee unas grandes altitudes que permiten la presencia de diversos tipos de ecosistemas, tanto de alta montaña como mediterráneos, pasando por bosques de hayas y robles.

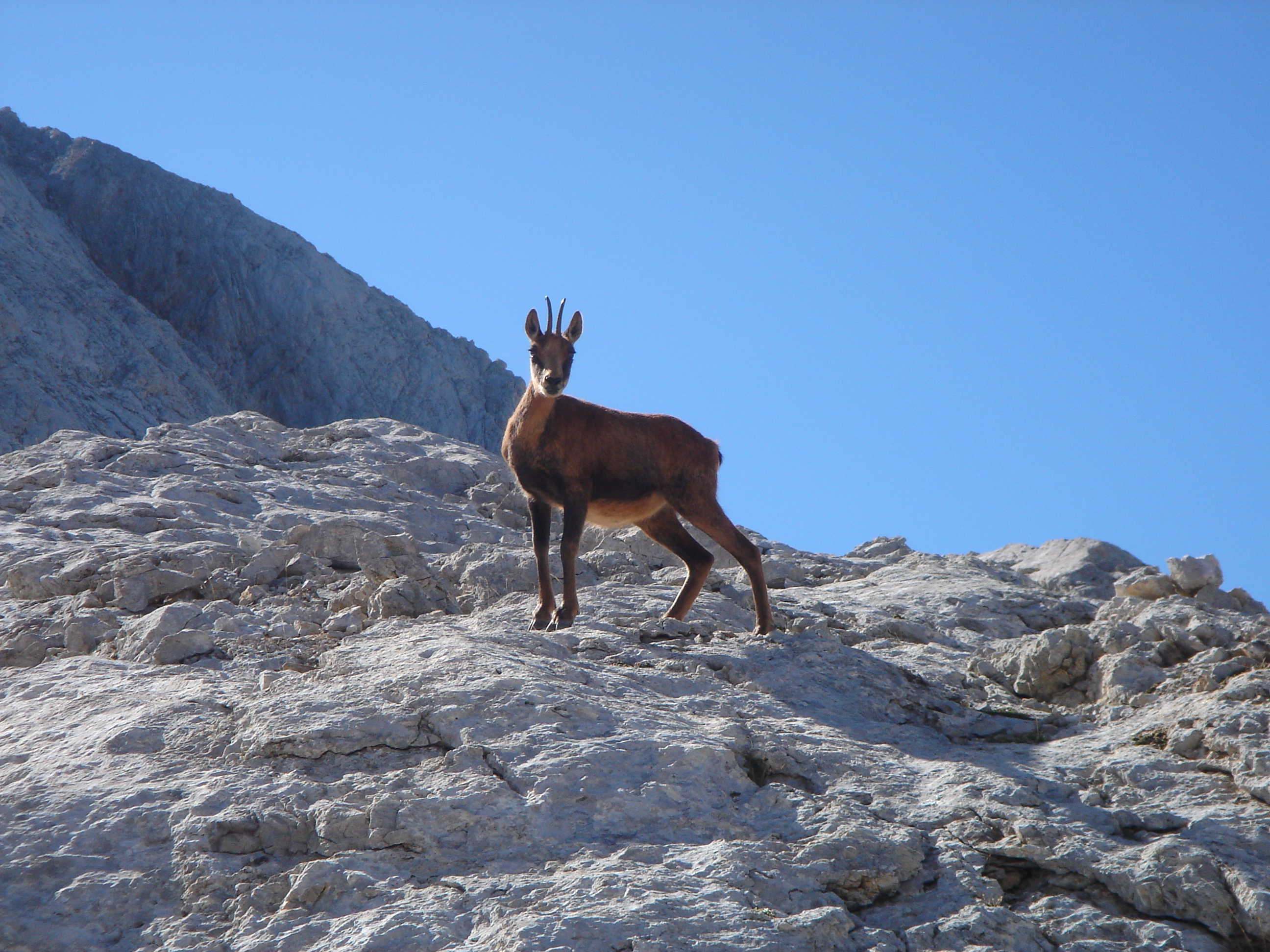
El rebeco, rey de los Picos.

## Mamíferos
En Picos de Europa se pueden encontrar 19 especies de mamíferos silvestres, agrupadas en 13 familias.

### OrdenArtiodactyla
Los artiodáctilos (Artiodactyla, del griego άρτιος (ártios), «par» y δάκτυλος (dáktylos), «dedo») son un orden de mamíferos ungulados cuyas extremidades terminan en un número par de dedos. Los dedos más desarrollados son el tercero y el cuarto y, salvo en los hipopotámidos, son los únicos que se apoyan en el suelo.
| Especie                 | Nombre común | Distribución | EC | Imagen |
| ----------------------- | ------------ | ------------ | -- | ------ |
| Bovidae Gray, 1821      |              |              |    |        |
| Rupicabra pyrenaica     | Rebeco       |              | LC |        |
| Cervidae Goldfuss, 1820 |              |              |    |        |
| Capreolus capreolus     | Corzo        |              | LC |        |
| Cervus elaphus          | Ciervo rojo  |              | LC |        |
| Suidae Gray, 1821       |              |              |    |        |
| Sus scrofa              | Jabalí       |              | LC |        |

### OrdenCarnivora
Los carnívoros (Carnivora) son un orden de mamíferos placentarios, caracterizados por la forma de sus molares. Toma su nombre de la adaptación de la mayoría de sus miembros al consumo de carne.
| Especie                                 | Nombre común         | Distribución | EC | Imagen |
| --------------------------------------- | -------------------- | ------------ | -- | ------ |
| Canidae G. Fischer de Waldheim, 1817    |                      |              |    |        |
| Canis lupus signatus                    | Lobo ibérico         |              | NT |        |
| Vulpes vulpes                           | Zorro rojo           |              | LC |        |
| Felidae G. Fischer de Waldheim, 1817    |                      |              |    |        |
| Felis silvestris                        | Gato montés          |              | NT |        |
| Mustelidae G. Fischer de Waldheim, 1817 |                      |              |    |        |
| Mustela erminea                         | Armiño               |              | LC |        |
| Martes foina                            | Garduña              |              | LC |        |
| Lutra lutra                             | Nutria europea       |              | NT |        |
| Meles meles                             | Tejón europeo        |              | LC |        |
| Mustela putorius                        | Turón                |              | NT |        |
| Ursidae G. Fischer de Waldheim, 1817    |                      |              |    |        |
| Ursus arctos pyrenaicus                 | Oso pardo cantábrico |              | CR |        |
| Viverridae Gray, 1821                   |                      |              |    |        |
| Genetta genetta                         | Gineta               |              | LC |        |

### Orden Eulipotyphla
Los eulipotiflos (Eulipotyphla) son un orden de mamíferos que reúne a los antiguos órdenes Erinaceomorpha y Soricomorpha, por tanto incluye los erizos, gimnuros, topos, musarañas, desmanes y solenodontes.
| Especie                                | Nombre común   | Distribución | EC | Imagen |
| -------------------------------------- | -------------- | ------------ | -- | ------ |
| Soricidae G. Fischer de Waldheim, 1817 |                |              |    |        |
| Crocidura russula                      | Musaraña gris  |              | LC |        |
| Talpidae G. Fischer de Waldheim, 1814  |                |              |    |        |
| Galemys pyrenaicus                     | Desmán ibérico |              | VU |        |

### Orden Lagomorfa
Los lagomorfos (Lagomorpha, del griego lagōs, λαγώς, liebre y morphē, μορφή, forma) son un orden perteneciente a los mamíferos placentarios, que incluye a los conejos, liebres y picas. Hasta principios del siglo XX habían sido considerados como roedores pero existen considerables diferencias para desligar ambos órdenes.
| Especie                                | Nombre común      | Distribución | EC | Imagen |
| -------------------------------------- | ----------------- | ------------ | -- | ------ |
| Leporidae G. Fischer de Waldheim, 1817 |                   |              |    |        |
| Lepus castroviejoi                     | Liebre de piornal |              | VU |        |

### Orden Rodentia
Los roedores (Rodentia) son un orden de mamíferos placentarios con aproximadamente 2280 especies actuales; es el orden más numeroso de mamíferos. Pueden hallarse en gran número en todos los continentes salvo la Antártida. Los roedores más comunes son los ratones, ratas, ardillas, tamias, puercoespines, castores, hámsteres, jerbos, capibaras y conejillos de indias.
| Especie                                 | Nombre común | Distribución | EC | Imagen |
| --------------------------------------- | ------------ | ------------ | -- | ------ |
| Cricetidae G. Fischer de Waldheim, 1817 |              |              |    |        |
| Arvicula sapidus                        | Rata de agua |              | VU |        |
| Gliridae Muirhead in Brewster, 1814     |              |              |    |        |
| Eliomys quercinus                       | Lirón careto |              | NT |        |

## Aves
La mayor variedad de especies de fauna vertebrada en el parque Nacional Picos de Europa la encontramos entre las aves, viviendo en el parque de manera estacional o permanente 54 especies de aves pertenecientes a 28 familias diferentes.

### Orden Accipitriformes
El orden Accipitriformes incluye la mayoría de las rapaces diurnas.
| Especie                     | Nombre común   | Distribución | EC | Imagen |
| --------------------------- | -------------- | ------------ | -- | ------ |
| Accipitridae Vieillot, 1816 |                |              |    |        |
| Aquila chrysaetos           | Águila real    |              | LC |        |
| Neophron percnopterus       | Alimoche común |              | EN |        |
| Accipiter gentilis          | Azor común     |              | LC |        |
| Gyps fulvus                 | Buitre leonado |              | LC |        |
| Accipiter nisus             | Gavilán Común  |              | LC |        |

### Orden Coraciformes
Los coraciiformes o coraciformes (Coraciiformes) son un orden de aves neognatas, normalmente muy coloridas, entre las que se encuentran los martines pescadores, los abejarucos, las carracas y los momotos.
| Especie       | Nombre común    | Distribución | EC | Imagen |
| ------------- | --------------- | ------------ | -- | ------ |
| Alcedinidae   |                 |              |    |        |
| Alcedo atthis | Martín pescador |              | LC |        |

### Orden Cuculiformes
Los cuculiformes son un orden de aves neognatas que incluyen los cucos. Incluye un total de 165 especies.
| Especie                | Nombre común | Distribución | EC | Imagen |
| ---------------------- | ------------ | ------------ | -- | ------ |
| Cuculidae Vigors, 1825 |              |              |    |        |
| Cuculus canorus        | Cuco común   |              | LC | \| \|  |
|                        |              |              |    |        |

### Orden Falconiformes
| Especie                 | Nombre común     | Distribución | EC | Imagen |
| ----------------------- | ---------------- | ------------ | -- | ------ |
| Falconidae Vigors, 1824 |                  |              |    |        |
| Falco peregrinus        | Halcón peregrino |              | LC | \| \|  |
|                         |                  |              |    |        |

### Orden Galliformes
| Especie                      | Nombre común        | Distribución | EC | Imagen |
| ---------------------------- | ------------------- | ------------ | -- | ------ |
| Phasianidae Horsfield, 1821  |                     |              |    |        |
| Tetrao urogallus cantabricus | Urogallo cantábrico |              | EN | \| \|  |
|                              |                     |              |    |        |

### Orden Passeriformes
Los paseriformes (Passeriformes) son un gran orden de aves que abarca más de la mitad de las especies de aves del mundo. Los paseriformes se conocen comúnmente como pájaros y a veces aves cantoras o pájaros cantores.
| Especie                        | Nombre común           | Distribución | EC | Imagen |
| ------------------------------ | ---------------------- | ------------ | -- | ------ |
| Aegithalidae Reichenbach, 1850 |                        |              |    |        |
| Aegithalos caudatus            | Mito común             |              | LC |        |
| Alaudidae                      |                        |              |    |        |
| Alauda arvensis                | Alondra Común          |              | LC |        |
| Cinclidae Reichenbach, 1850    |                        |              |    |        |
| Cinclus cinclus                | Mirlo acuático         |              | LC |        |
| Corvidae Vigors, 1825          |                        |              |    |        |
| Garrulus glandarius            | Arrendajo euroasiático |              | LC |        |
| Pyrrhocorax graculus           | Chova piquigualda      |              | LC |        |
| Pyrrhocorax pyrrhocorax        | Chova piquirroja       |              | LC |        |
| Corvus corax                   | Cuervo grande          |              | LC |        |
| Emberizidae Vigors, 1831       |                        |              |    |        |
| Emberiza cia                   | Escribano montesino    |              | LC |        |
| Fringillidae Vigors, 1825      |                        |              |    |        |
| Pyrrhula pyrrhula              | Camachuelo común       |              | LC |        |
| Fringilla coelebs              | Pinzón vulgar          |              | LC |        |
| Carduelis citrinella           | Verderón serrano       |              | LC |        |
| Lanidae Rafinesque, 1815       |                        |              |    |        |
| Lanius meridionalis            | Alcaudón real          |              | LC |        |
| Motacillidae Horsfield, 1821   |                        |              |    |        |
| Motacilla alba                 | Lavandera blanca       |              | LC |        |
| Motacilla flava                | Lavandera boyera       |              | LC |        |
| Motacilla cinerea              | Lavandera cascadeña    |              | LC |        |
| Muscicapidae Vigors, 1825      |                        |              |    |        |
| Phoenicurus ochruros           | Collirojo tizón        |              | LC |        |
| Oenanthe oenanthe              | Collalba gris          |              |    |        |
| Erithacus rubecula             | Petirrojo europeo      |              | LC |        |
| Monticola saxatilis            | Roquero rojo           |              |    |        |
| Luscinia megarhynchos          | Ruiseñor común         |              | LC |        |
| Paridae Vigors, 1825           |                        |              |    |        |
| Periparus ater                 | Carbonero garrapinos   |              | LC |        |
| Cyanistes caeruleus            | Herrerillo común       |              | LC |        |
| Passeridae Rafinesque, 1815    |                        |              |    |        |
| Montifringilla nivalis         | Gorrión alpino         |              | LC |        |
| Prunellidae Vieillot, 1831     |                        |              |    |        |
| Prunella collaris              | Acentor alpino         |              | LC |        |
| Prunella modularis             | Acentor común          |              | LC |        |
| Sittidae Linnaeus, 1758        |                        |              |    |        |
| Sitta europaea                 | Trepador azul          |              | LC |        |